# Lại Quán Lâm
Lại Quán Lâm (tiếng Trung: 賴冠霖; bính âm: Lài Guān Lín, tiếng Hàn Quốc: 라이관린; tiếng Anh: Edward, lúc nhỏ dùng tên Eddie) là một nam ca sĩ kiêm diễn viên người Đài Loan hiện đang hoạt động tại Trung Quốc. Quán Lâm được biết đến lần đầu tiên khi tham gia chương trình truyền hình thực tế sống còn PRODUCE 101 Mùa 2 của kênh truyền hình Mnet vào đầu năm 2017 và được debut trong nhóm nhạc nam dự án Wanna One với vị trí thứ 7. (Wanna One gồm 11 thành viên, hoạt động cùng nhau trong vòng 1 năm 6 tháng)
Sau khi hoàn thành hoạt động quảng bá cùng Wanna One, Quán Lâm debut unit cùng với Wooseok (Pentagon) dưới tên Wooseok×Kuan Lin. Ngày 23 tháng 10 năm 2019, Kuanlin ra mắt với tư cách là một diễn viên thông qua bộ phim Câu Chuyện Nhỏ Về Mối Tình Đầu Tiên.

## Ý nghĩa tên

### 賴冠霖 – Lại Quán Lâm
- 賴 - "Lại" có nghĩa trong tiếng Anh là "useful" mang hàm ý "người đáng tin cậy, có thể nương tựa, nhờ vả".
- 冠 - "Quán" trong quán quân, có hàm ý "người dẫn đầu, người chiến thắng".
- 霖 - "Lâm" bao gồm hai hàm ý: bên trên là chữ "vũ (mưa)", bên dưới là hai chữ "mộc (cây)" tạo thành chữ "lâm (rừng)" và "cơn mưa kéo dài dai dẳng không dứt", có thể hiểu theo nghĩa "cơn mưa gieo xuống nơi rừng rậm, giúp cỏ cây sinh sôi tươi tốt".
- 賴冠霖 - "Lại Quán Lâm" có thể hiểu đại khái là "Một người đáng tin, có ý chí, nghĩa khí. Dù khó khăn, thử thách có liên tục kéo đến hệt như cơn mưa rừng dai dẳng không dứt thì vẫn nỗ lực vượt qua để trở thành người dẫn đầu".

### Edward Lai
- "Edward" có ý nghĩa là "Thần hộ mệnh", người sẽ mang lại may mắn và ấm áp cho những nơi từng đặt chân đến. Biểu trưng cho kiểu người vững lòng, kiên định và sở hữu sức hút riêng biệt nổi bật. Là một cái tên quý phái, thường thấy trong gia phả hoàng tộc.

## Tiểu sử
Kuanlin sinh ra và lớn lên tại quận Lâm Khẩu, thành phố Tân Bắc, Đài Loan. Kuanlin đã tốt nghiệp Trường Tiểu học Lệ Viên và từng theo học tại Trường Trung học Cơ sở Lâm Khẩu. Năm 10 tuổi, Kuanlin từng theo cha sang Hoa Kỳ sinh sống khoảng 5 năm, lấy tên tiếng Anh là Edward (tên vẫn được dùng cho đến hiện tại) ở tại phố Melrose, thành phố Los Angeles.
Kuanlin được cha phát hiện có năng khiếu thiên bẩm trong âm nhạc từ năm 3 tuổi và bắt đầu nuôi dưỡng niềm đam mê với rap từ những năm đầu tiểu học. Bài hát K-pop đầu tiên Kuanlin nghe chính là ca khúc "Growl" của tiền bối EXO và từ đó tự mình tìm hiểu lịch sử nền âm nhạc Hàn Quốc từ những bản nhạc của tiền bối H.O.T.

## Sự nghiệp

### 2016:Trước khi ra mắt
Vì niềm yêu thích dành cho Hip-hop và K-pop, Kuanlin vào năm Trung học đã bí mật giấu cha mẹ đi đăng kí báo danh thử giọng.
Tháng 5 năm 2016, Kuanlin đã lấy hết dũng khí để từ bỏ buổi lễ tốt nghiệp Trung học, đến dự tuyển tại buổi thử giọng "CUBE Star World Audition" tại Đài Loan của CUBE Entertainment. Kết quả, Kuanlin là một trong hai người duy nhất trúng tuyển trong hơn 1000 thí sinh bằng việc thể hiện một đoạn rap ngắn ca khúc tiếng Trung "Listen to Mother's Words" của Châu Kiệt Luân. Nhóm Phát triển Nghệ sĩ của CUBE, người phụ trách buổi thử giọng hôm ấy đã thấy tông giọng của Kuanlin rất tốt, vóc dáng cũng rất ổn, và Kuanlin có lợi thế nói được hai thứ tiếng: tiếng Anh và tiếng Trung có thể tận dụng rất tốt, dù cậu ấy chưa thể nói tiếng Hàn nhưng bộ phận Phát triển Nghệ sĩ tin rằng tiềm năng của cậu có thể phát triển rất tốt và quyết định chọn cậu ấy. Sau khi được chọn, Kuanlin mới thú nhận mọi chuyện với gia đình và mạnh dạn bày tỏ mơ ước đến Hàn để theo đuổi đam mê trở thành một "swaggy rapper". Tuy ban đầu, cha có lên tiếng phản đối nhưng Kuanlin vẫn kiên trì thuyết phục và cuối cùng đã nhận được sự ủng hộ, đồng thuận từ người nhà.
Tháng 7 năm 2016, Kuanlin lần đầu cùng mẹ sang Hàn và thăm trụ sở CUBE để hiểu rõ hơn về nơi ở sau này.
Tháng 10 năm 2016, cha đại diện Kuanlin kí kết một bản hợp đồng với CUBE. Kuanlin sau đó đã một mình quay trở lại Hàn, chuyển tất cả hành lí đến khu ký túc xá của công ty, chính thức bắt đầu cuộc sống thực tập sinh.

### 2017–2018:Produce 101 Mùa 2 và Wanna One
Năm 2017, bước ngoặt cuộc đời xuất hiện khi Kuanlin được công ty đề cử tham gia chương trình truyền hình thực tế sống còn PRODUCE 101 mùa 2 của kênh truyền hình Mnet cùng với Yoo Seonho chỉ sau 6 tháng thực tập. Ở tập cuối, Kuanlin đạt hạng 7 chung cuộc với tổng số 905.875 phiếu bầu, góp mặt trong đội hình gồm 11 thành viên của nhóm nhạc nam dự án Wanna One hoạt động trong vòng 1 năm 6 tháng.

#### Thứ hạng trongProduce 101 Mùa 2
| Tập      | 1  | 2 | 3 | 5                 | 6 | 8                   | 10                 | 11 (tập cuối)     |
| -------- | -- | - | - | ----------------- | - | ------------------- | ------------------ | ----------------- |
| Thứ hạng | 10 | 6 | 7 | 9 (717,275 phiếu) | 5 | 2 (2,202,665 phiếu) | 20 (188,940 phiếu) | 7 (905,875 phiếu) |

Ngày 7 tháng 8 năm 2017, Wanna One chính thức ra mắt với mini-album đầu tay 1X1=1 (To Be One) và sự kiện Wanna One Premier Show-Con được tổ chức tại Gocheok Sky Dome với sự có mặt của hơn 20.000 người hâm mộ, Kuanlin chính thức bắt đầu sự nghiệp idol.
Tháng 11 năm 2017, Kuanlin đã xuất hiện trong video âm nhạc của Jeon Soyeon cho đĩa đơn "Jelly" của cô.
Kuanlin cùng với Wanna One đã đạt được nhiều thành tích đáng ngưỡng mộ, trong đó phải kể đến hai giải thưởng danh giá "Best New Male Group" và "Best Male Group" tại MAMA 2017. Đồng thời, Kuanlin cũng chính thức được công nhận là nghệ sĩ trực thuộc công ty giải trí CUBE vào ngày 7 tháng 11 năm 2017.
Ngày 26 tháng 1 năm 2018, Kuanlin có được lịch trình cá nhân đầu tiên là tham dự sự kiện quảng bá thương hiệu IFC Mall của Valentino ở Hồng Kông, Kuanlin nhận được sự chú ý nhất định, mở ra một năm mới đầy hứa hẹn.
Năm 2018, Kuanlin tiếp tục duy trì phong độ khi cho ra một loạt các sản phẩm âm nhạc với tư cách thành viên của Wanna One: mini-album 0+1=1 (I Promise You) - mở ra thời kỳ hoàng kim của nhóm, album đặc biệt 1÷x=1 (Undivided) - đánh dấu lần hợp tác cùng tiền bối Dynamic Duo cũng như có tour lưu diễn thế giới đầu tiên đi qua 14 quốc gia khác nhau và 20 đêm concert, và full-album đầu tiên 1¹¹=1 (Power Of Destiny) - đánh dấu lần comeback cuối của Wanna One, chấm dứt hợp đồng và kết thúc 1 năm 6 tháng hoạt động, quảng bá. Concert kết thúc vào 27/1/2019 cũng là lần cuối họ cùng nhau đứng trên sân khấu với tư cách là Wanna One.
Cũng như hoạt động với Wanna One tại Hàn Quốc, Kuanlin hoạt động ở Trung Quốc và nhận được một lời đề nghị từ thương hiệu chăm sóc da DR. JART+ và trở thành đại sứ cho thương hiệu của họ, kết quả là thu về hơn 900 triệu won (xấp xỉ 18,7 tỉ VNĐ) trong vòng 56 phút.

### 2019:Ra mắt tại Trung với tư cách diễn viên và unit WOOSEOK X KUANLIN
Tháng 1 năm 2019, CUBE Entertainment thông báo Kuanlin sẽ tập trung vào các hoạt động solo ở Trung Quốc và sẽ ra mắt với tư cách là thành viên trong nhóm nhạc nam mới của CUBE vào cuối năm.
Ngày 11 tháng 1, đài Hồ Nam xác nhận Kuanlin sẽ là khách mời trong chương trình tạp kỹ Happy Camp.
Trong buổi họp báo tại Bắc Kinh vào ngày 13 tháng 1, Kuanlin được xác nhận sẽ vào vai nam chính trong bộ phim truyền hình Trung Quốc A Little Thing Called First Love, cùng với bạn diễn Triệu Kim Mạch (dự kiến phát sóng tháng 8 năm 2019) và NongFu Spring cũng xác nhận Kuanlin chính thức trở thành đại sứ thương hiệu mới của họ.
Ngày 1 tháng 2, Kuanlin chính thức trở thành người mẫu đại diện cho BST Xuân-Hạ mới nhất của thương hiệu TBJ cùng Yoo Seonho và Haneul.
Ngày 20 tháng 2, CUBE xác nhận Kuanlin sẽ debut trong unit mới của Cube là "WOOSEOK X KUANLIN", đây là unit tiếp theo của CUBE sau Trouble Maker và Triple H.
Ngày 4 tháng 3, Kuanlin trở thành đại sứ thương hiệu cho nhãn hàng L'Oreal với dòng sản phẩm kem chống nắng.
Ngày 6 tháng 3, CUBE xác nhận Kuanlin sẽ có Solo Fanmeeting Tour đầu tiên có tên "GOOD FEELING" bắt đầu từ Seoul vào ngày 6 tháng 4, sau đó là Bangkok (20/4), Singapore (30/4), Đài Bắc (4/5) và Hongkong (11/5).
Ngày 11 tháng 3, OFFICIAl MV 'I'M A STAR' của unit 'WOOSEOK X KUANLIN' chính thức phát hành trên Youtube trên hai kênh chính thức 1theK và United CUBE
Ngày 19 tháng 3, Mango TV xác nhận Kuanlin sẽ trở thành đại diện cho Mango TV International App (app Mango TV phiên bản quốc tế).
Ngày 20 tháng 3, Kuanlin chính thức trở thành đại sứ thương hiệu cho bộ sưu tập mới của nhãn hàng Downy.
Ngày 27 tháng 3, Kuanlin trở thành người mẫu quảng cáo dòng sản phẩm kem đánh răng của thương hiệu Xylis.
Ngày 13 tháng 5, PERFECT DIARY 完美日记 xác nhận Kuanlin sẽ trở thành đại diện phát ngôn mới của họ.
Ngày 20/7, Lai Kuanlin tuyên bố rời CUBE entertainment, với lý do công ty này đã bí mật chuyển hợp đồng của mình cho bên thứ ba là Tajoy entertainment từ tháng 1/2018 với giá gấp 10 lần mà không có sự đồng ý của Lai Kuanlin hay người giám hộ của Kuanlin, ngoài ra CUBE entertainment còn có dấu hiệu giả mạo chữ ký và con dấu của Lai Kuanlin và bố mẹ anh ấy. Phiên tòa đầu tiên về vụ kiện này được tiến hành vào ngày 23/8.
Trong thời gian giải quyết vụ kiện tại Hàn Quốc, Kuanlin vẫn tiếp tục thực hiện các lịch trình tại Trung Quốc dưới sự quản lý của HOT IDOL. Tuy nhiên, khi được phỏng vấn sau phiên tòa ngày 23/8 với Cube entertainment, Lai Kuanlin tuyên bố mình không có ý định từ bỏ các hoạt động tại Hàn Quốc, thể hiện mình vẫn mong muốn được hoạt động tại thị trường này.

## Danh sách đĩa nhạc

### Sáng tác
| Năm  | Album  | Bài hát           | Phần     | Phần                                                           |
| Năm  | Album  | Bài hát           | Viết lời | Cùng với                                                       |
| ---- | ------ | ----------------- | -------- | -------------------------------------------------------------- |
| 2019 | "9801" | 별짓 (I'm a Star) | Yes      | PEEJAY, TAEO, Wooseok (Pentagon (nhóm nhạc Hàn Quốc)), Okasian |

### Mini-album
| Tên  | Chi tiết                                                                                          | Danh sách bài hát                                                                                            | Thứ hạng cao nhất | Doanh số      |
| Tên  | Chi tiết                                                                                          | Danh sách bài hát                                                                                            | KOR               | Doanh số      |
| ---- | ------------------------------------------------------------------------------------------------- | --- | ----------------- | ------------- |
| 9801 | - Phát hành: Ngày 11 tháng 3 năm 2019 - Hãng đĩa: Cube Entertainment - Định dạng: CD, Tải nhạc số | Danh sách 1. 별짓 2. Hypey (ft. Jackson Wang) 3. Always Difficult Always Beautiful 4. Good Feeling 5. Domino | 2                 | - KOR: 36,574 |

### Đĩa đơn (Singles)
| Tên                 | Năm  | Thứ hạng cao nhất | Album |
| Tên                 | Năm  | KOR Hot           | Album |
| ------------------- | ---- | ----------------- | ----- |
| "I'm a Star" (별짓) | 2019 | 97                | 9801  |

## Hoạt động nghệ thuật

### Phim truyền hình
| Năm  | Tên phim                            | Tên gốc          | Vai            | Ghi chú   | Tham khảo     | Bạn diễn       |
| ---- | ----------------------------------- | ---------------- | -------------- | --------- | ------------- | -------------- |
| 2019 | Câu Chuyện Nhỏ Về Mối Tình Đầu Tiên | 初恋那件小事     | Lương Hựu Niên | Vai chính | [ 30 ] [ 31 ] | Triệu Kim Mạch |
| 2021 | Đừng Làm Phiền Tôi Học              | 别想打扰我学习   | Lâm Kiêu Nhiên | Vai chính |               | Lý Lan Địch    |
| 2022 | Dáng Vẻ Nên Có Của Tình Yêu         | 爱情应该有的样子 | Từ Quang Hề    | Vai chính |               | Angelababy     |
| 2021 | Đông Xuân Tá Giá                    | 冬天和春天打架   |                | Đạo diễn  |               |                |

### Chương trình truyền hình
| Năm                                           | Kênh          | Tên chương trình                      | Tập                         | Ghi chú            |
| --------------------------------------------- | ------------- | ------------------------------------- | --------------------------- | ------------------ |
| Khi hoạt động cùng nhóm nhỏ WOOSEOK X KUANLIN |               |                                       |                             |                    |
| 2019                                          | MBC Every1    | Weekly Idol 3                         | Tập 399                     | Cả nhóm            |
| Khi hoạt động solo                            |               |                                       |                             |                    |
| 2019                                          | Hồ Nam TV     | Lễ hội Đèn lồng <Đêm hội Nguyên tiêu> | ―                           | Ngày 19 tháng 2    |
| 2019                                          | Hồ Nam TV     | Happy Camp                            | Tập ngày 2 tháng 3          | Khách mời          |
| 2019                                          | KBS2          | Happy Together 4                      | Tập 23                      | MC đặc biệt        |
| 2019                                          | Tencent Video | Super Penguin League 3                | Ngày 2 tháng 7 – 21 tháng 9 | Game show bóng rổ  |
| 2019                                          | tvN           | Salty Tour                            | Tập 82                      | Khách mời đặc biệt |
| 2019                                          | Mango TV      | Đêm hội Youth Mango Night             | ―                           | Ngày 27 tháng 7    |
| 2019                                          | Hồ Nam TV     | When I Grow Up                        | Tập 5, 6                    | Khách mời          |
| 2019                                          | Hồ Nam TV     | Happy Camp                            | Tập ngày 16 tháng 11        | Khách mời          |
| 2019                                          | Hồ Nam TV     | The Inn                               | Tập 8                       | Khách mời          |

### Quảng cáo (CF)
(Khi hoạt động solo)
| Năm  | Sản phẩm                          | Công ty                | Nhãn hiệu                  |
| ---- | --------------------------------- | ---------------------- | -------------------------- |
| 2018 | Mặt nạ                            | Have & Be              | DR. JART+                  |
| 2019 | Đồ uống                           | Nongfu Spring          | Nongfu Spring              |
| 2019 | Quần áo                           | Hansae MK              | TBJ_nearby                 |
| 2019 | Kem chống nắng                    | L'Oréal S.A.           | L'Oréal                    |
| 2019 | Ứng dụng điện thoại               | Mango TV               | Mango TV International App |
| 2019 | Bột giặt, nước tẩy, hạt lưu hương | Procter & Gamble       | Downy                      |
| 2019 | Kem đánh răng                     | Kirania                | Xylis                      |
| 2019 | Air Cushion                       | PERFECT DIARY 完美日记 | PERFECT DIARY 完美日记     |
| 2019 | Son môi                           | Vivlas                 | 唯兰颂VIVLAS               |
| 2019 | Quả hạch                          | Qingdao WolongFood Co  | WOLONG 沃隆坚果            |
| 2019 | Khăn giấy                         | Daio Japan             | Elleair                    |

### Người mẫu tạp chí
| Năm                                           | Tên tạp chí            | Số phát hành | Ghi chú                               |
| --------------------------------------------- | ---------------------- | ------------ | ------------------------------------- |
| Khi hoạt động cùng nhóm nhỏ WOOSEOK X KUANLIN |                        |              |                                       |
| 2019                                          | The Star Korea         | Tháng 3      | Cả nhóm, người mẫu trang bìa          |
| 2019                                          | W Korea                | Tháng 4      | Cả nhóm                               |
| Khi hoạt động solo                            |                        |              |                                       |
| 2019                                          | Harper's Bazaar China  | Tháng 1      | Phát hành online                      |
| 2019                                          | YOHO!Girl China        | Tháng 2      | ―                                     |
| 2019                                          | NYLON China            | Tháng 3      | Người mẫu trang bìa                   |
| 2019                                          | L'Officiel China       | Tháng 3      | Người mẫu trang bìa, phát hành online |
| 2019                                          | OK!精彩 China          | Tháng 4      | Người mẫu trang bìa                   |
| 2019                                          | GQ Korea               | Tháng 5      | ―                                     |
| 2019                                          | Harper's Bazaar Korea  | Tháng 5      | ―                                     |
| 2019                                          | Allure Korea           | Tháng 7      | ―                                     |
| 2019                                          | Style China            | Tháng 7      | Người mẫu trang bìa                   |
| 2019                                          | Trendshealth China     | Tháng 8      | Người mẫu trang bìa                   |
| 2019                                          | Q Magazine China       | Tháng 8      | Người mẫu trang bìa                   |
| 2019                                          | LIFESTYLE China        | Tháng 8      | Người mẫu trang bìa                   |
| 2019                                          | GQ China               | Tháng 9      | ―                                     |
| 2019                                          | LEON China             | Tháng 9      | Người mẫu trang bìa                   |
| 2019                                          | VOUGEme Taiwan         | Tháng 9      | Người mẫu trang bìa                   |
| 2019                                          | Marie Claire Pop China | Tháng 9      | Phát hành online                      |
| 2019                                          | ELLEIdol China         | Tháng 10     | Người mẫu trang bìa, phát hành online |
| 2019                                          | ESQIRE China           | Tháng 11     | Người mẫu trang bìa                   |
| 2019                                          | Dazed China            | Tháng 11     | Phát hành online                      |
| 2019                                          | VOUGEme China          | Tháng 12     | ―                                     |
| 2020                                          | Power Circles China    | Tháng 1      | Người mẫu trang bìa                   |
| 2020                                          | NEUFMODE China         | Tháng 1      | ―                                     |

### Radio
| Năm                                           | Kênh            | Tên chương trình | Ngày       | Ghi chú |
| --------------------------------------------- | --------------- | ---------------- | ---------- | ------- |
| Khi hoạt động cùng nhóm nhỏ WOOSEOK X KUANLIN |                 |                  |            |         |
| 2019                                          | MBC Standard FM | Idol Radio       | 13 tháng 3 | Cả nhóm |

### Video âm nhạc
| Năm                                           | Tên video âm nhạc | Ngày phát hành | Album |
| --------------------------------------------- | ----------------- | -------------- | ----- |
| Khi hoạt động cùng nhóm nhỏ WOOSEOK X KUANLIN |                   |                |       |
| 2019                                          | I'M A STAR (별짓) | 11 tháng 3     | 9801  |

### Xuất hiện trong video âm nhạc
| Năm  | Tên video âm nhạc | Ngày phát hành | Nghệ sĩ                |
| ---- | ----------------- | -------------- | ---------------------- |
| 2017 | JELLY             | 5 tháng 11     | Jeon Soyeon ((G)I-DLE) |

### Sự kiện
| Năm  | Tên sự kiện                               | Ngày       | Thành phố | Quốc gia  |
| ---- | ----------------------------------------- | ---------- | --------- | --------- |
| 2018 | 'VALENTINO' Event In Hongkong             | 26 tháng 1 | Hồng Kông | Hồng Kông |
| 2019 | 'LONGCHAMP's' LGP Collection Launch Event | 17 tháng 5 | Seoul     | Hàn Quốc  |

## Đại sứ
| Năm  | Tên                                                | Ghi chú            |
| ---- | -------------------------------------------------- | ------------------ |
| 2019 | Đại sứ Hiệp hội Cứu trợ Xã hội Trung Quốc          | Nhiệm kỳ: 13/1–nay |
| 2019 | Ngôi sao tình nguyện cho WWF - 'GIỜ TRÁI ĐẤT 2019' | 30/3               |
| 2019 | Đại sứ Chiến dịch Hành động vì Thảm xanh           | Nhiệm kỳ: 3/4–nay  |

## Concert / Fanmeeting

### Các concert khác
| Năm  | Tên                                 | Ngày       | Thành phố | Quốc gia | Địa điểm                             |
| ---- | ----------------------------------- | ---------- | --------- | -------- | ------------------------------------ |
| 2017 | Produce 101 Season 2 FINALE CONCERT | 1 tháng 7  | Seoul     | Hàn Quốc | Olympic Park Olympic Hall            |
| 2017 | Produce 101 Season 2 FINALE CONCERT | 2 tháng 7  | Seoul     | Hàn Quốc | Olympic Park Olympic Hall            |
| 2018 | 2018 UNITED CUBE -ONE-              | 16 tháng 6 | Goyang    | Hàn Quốc | Trung tâm triển lãm quốc tế Hàn Quốc |
| 2019 | U & CUBE FESTIVAL 2019 IN JAPAN     | 23 tháng 3 | Tokyo     | Nhật Bản | Musashino Forest Sport Centre        |

### Fanmeeting
| Năm  | Tên Fanmeeting                              | Ngày       | Thành phố | Quốc gia  | Địa điểm                                      |
| ---- | ------------------------------------------- | ---------- | --------- | --------- | --------------------------------------------- |
| 2019 | LAI KUANLIN 2019 FAN MEETING [GOOD FEELING] | 6 tháng 4  | Seoul     | Hàn Quốc  | OLYMPICS PARK HALL                            |
| 2019 | LAI KUANLIN 2019 FAN MEETING [GOOD FEELING] | 20 tháng 4 | Băng Cốc  | Thái Lan  | Thunder Dome                                  |
| 2019 | LAI KUANLIN 2019 FAN MEETING [GOOD FEELING] | 30 tháng 4 | Singapore | Singapore | ZEPP, BIGBOX                                  |
| 2019 | LAI KUANLIN 2019 FAN MEETING [GOOD FEELING] | 11 tháng 5 | Hồng Kông | Hồng Kông | ASIAWORLD-EXPO HALL 10                        |
| 2019 | LAI KUANLIN 2019 FAN MEETING [GOOD FEELING] | 19 tháng 5 | Đài Bắc   | Đài Loan  | TAIPEI INTERNATIONAL CONVENTION CENTER (TICC) |

## Giải thưởng và đề cử
| Năm  | Lễ trao giải                                                 | Giải thưởng                                         | Đề cử                               | Kết quả   | Chú thích |
| ---- | ------------------------------------------------------------ | --------------------------------------------------- | ----------------------------------- | --------- | --------- |
| 2019 | 14th Asia Model Awards                                       | Asia Special Award                                  | —                                   | Đoạt giải | [ 32 ]    |
| 2019 | China Youth Public Welfare Award                             | Next Generation Influencers for Global Philanthropy | —                                   | Đoạt giải |           |
| 2019 | Golden Bud - The Fourth Network Film And Television Festival | Best Newcomer                                       | Câu Chuyện Nhỏ Về Mối Tình Đầu Tiên | Đề cử     | [ 33 ]    |
| 2019 | COSMO Glam Night                                             | Beauty Person of the Year                           | —                                   | Đoạt giải | [ 34 ]    |
| 2019 | Sina Fashion Awards                                          | Popular Idol of the Year                            | —                                   | Đoạt giải | [ 35 ]    |